# Садала II
Садала II (*Sadales II, д/н — 42 до н. е.) — володар Одриського царства у 48-42 роках до н. е., спочатку прихильник Гнея Помпея Великого, згодом Гая Юлія Цезаря.

## Життєпис
Походив з Астейської династії. Син Котіса VI. Останній у 48 році до н. е. відправив 500 вершників на чолі із Садалою на допомогу до Гнея Помпея Великого, що тоді вів боротьбу з Гаєм Цезарем. Садала брав участь у битві при Фарсалі, де потрапив у полон. Втім Цезар помилував Садалу та зміг посісти батьківський трон (Котіс на той момент помер), але поділив Одриське царство між Садалою та представником сапейської династії — Рескупоридом I. З цього моменту Садала II зберігав вірність Цезарю. Зумів встановити зверхність над містом Одесс. відновленню якого сприяв після вторгнень даків. Але у 42 році до н. е. внаслідок змови Садалу II було вбито.

## Родина
Дружина — Полемократея
Діти:
- Садала III, цар у 42 — 31 роках до н. е.
- Котіс VII, цар у 31 — 18 роках до н. е.